# Busycon perversum
Busycon perversum är en snäckart som först beskrevs av Carl von Linné 1758.  Busycon perversum ingår i släktet Busycon och familjen Melongenidae. Utöver nominatformen finns också underarten B. p. perversum.

## Bildgalleri

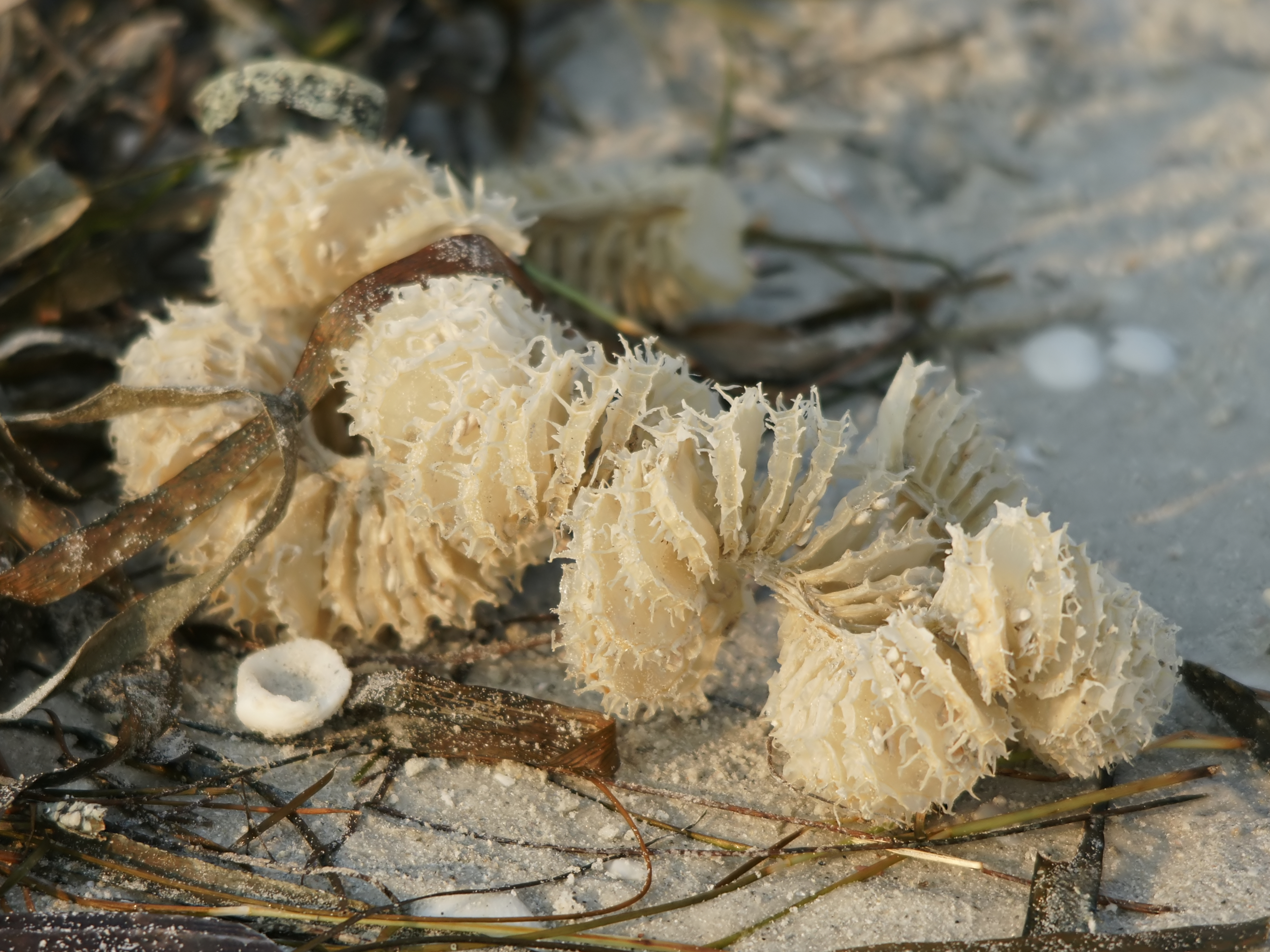
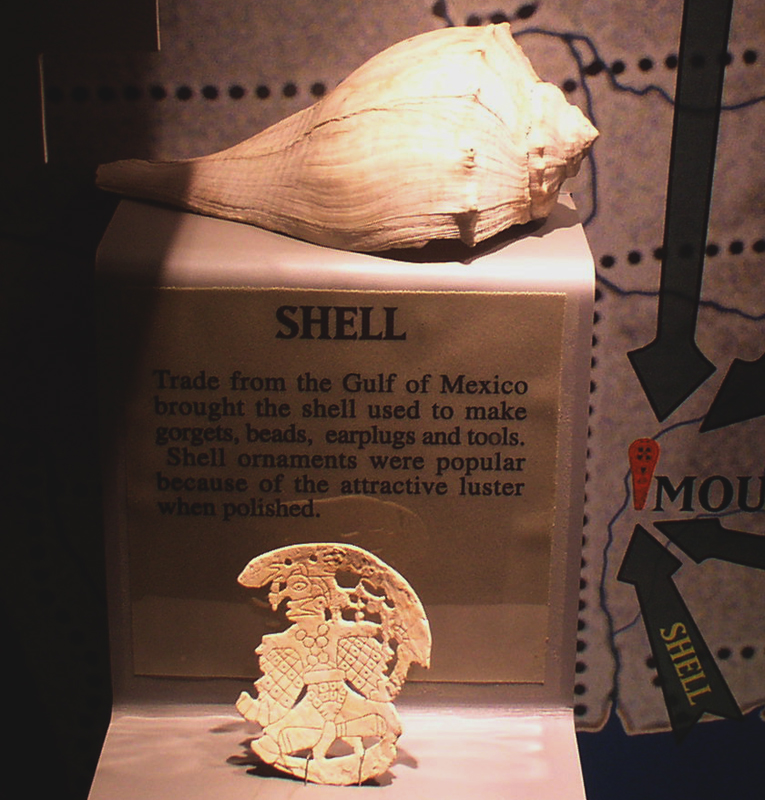
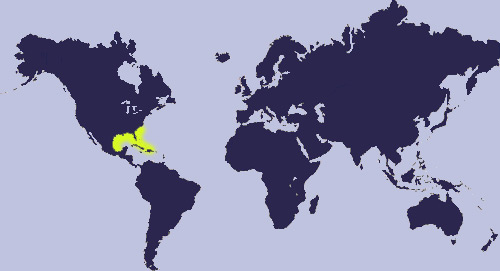
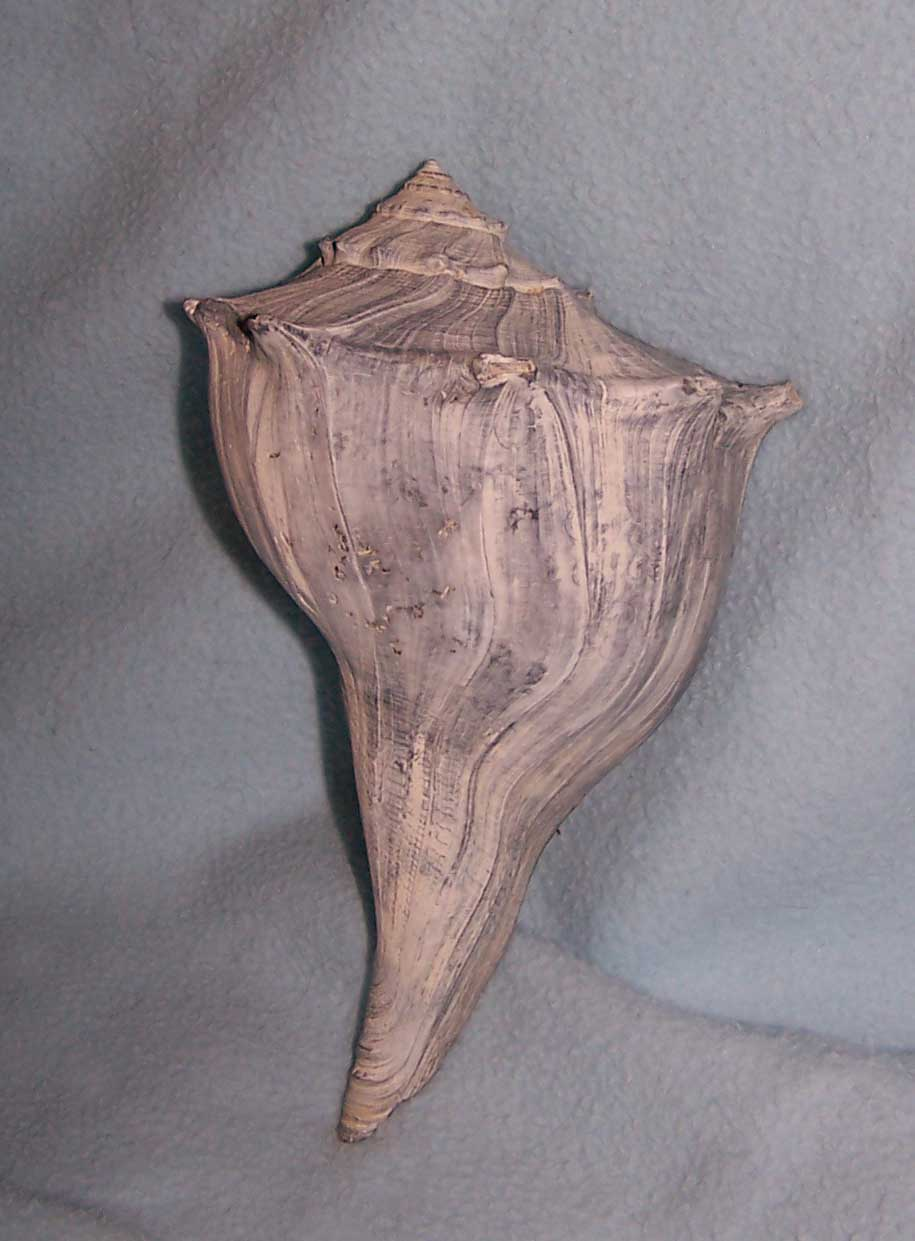
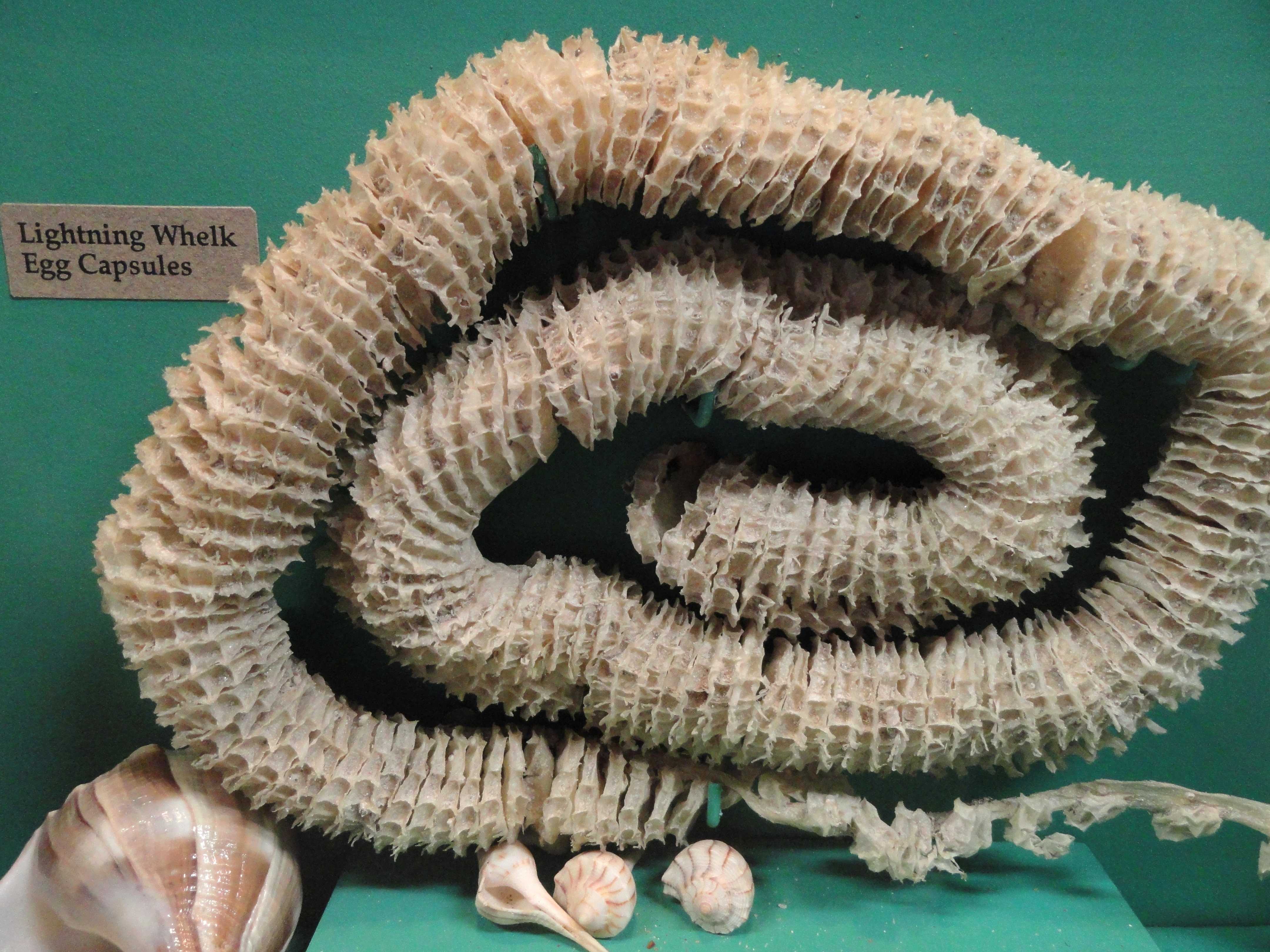